# Ao Vivo no Rio (álbum de Luan Santana)
Ao Vivo no Rio é o segundo álbum ao vivo do cantor brasileiro Luan Santana, lançado em 10 de abril de 2011 pela gravadora Som Livre, em parceria com a Vidisco. Mesmo um ano após o lançamento, o álbum alcançou a vigésima-primeira posição nos gráficos Portuguese DVD Chart e Portuguese Álbuns Chart.

## Antecedentes
O álbum foi gravado no HSBC Arena em 11 de dezembro de 2010, com mais de 15 mil pessoas presentes. O álbum traz participação de outros cantores como Ivete Sangalo na faixa "Química do Amor", primeiro single lançado ao vivo do trabalho, sendo o segundo oficialmente lançado, visto que "Adrenalina" já havia sido lançada e figurou como bônus do trabalho. A canção, considerada por muitos sites e jornais, como o ponto mais alto do show, teve mais de 2 milhões de visualizações no Youtube quando lançado o vídeo. Ainda há a participação da cantora mexicana Belinda na faixa "Meu Menino (Minha Menina)" e da dupla Zezé Di Camargo & Luciano no medley "Amor Distante / Inquilina De Violeiro".
O álbum traz dezenove canções, sendo dezesseis inéditas e quatro canções parte de seu DVD anterior. Dentre as inéditas o destaque fica com "Vou Voar", em que Luan Santana entrou no palco içado por cabos e flutuou pelo HSBC Arena por cima do público. O álbum foi lançado em 10 de abril de 2011 pela Som Livre.

## Faixas
| N.º | Título                                                                                | Compositor(es)                                      | Duração |  |
| 1.  | "Adrenalina"                                                                          | Luan Santana, Sorocaba                              | 3:26    |  |
| 2.  | "Um Beijo"                                                                            | Sorocaba                                            | 3:13    |  |
| 3.  | "Palácios E Castelos"                                                                 | Levi Lima                                           | 2:51    |  |
| 4.  | "Química do Amor" (Part. Ivete Sangalo)                                               | Marquinhos Maraial, Allejandro                      | 3:17    |  |
| 5.  | "As Lembranças Vão na Mala"                                                           | Luan Santana                                        | 3:45    |  |
| 6.  | "Não Era Pra Ser"                                                                     | Sorocaba                                            | 2:47    |  |
| 7.  | "A Bússola"                                                                           | Luan Santana                                        | 3:01    |  |
| 8.  | "Feiticeiro"                                                                          | Thiago Ramos                                        | 2:53    |  |
| 9.  | "Superamor"                                                                           | Thiago Machado, Marco Aurélio, Márcia Araújo        | 3:02    |  |
| 10. | "Meu Menino (Minha Menina)" (Part. Belinda)                                           | J. A. Longo, Mont' Alve, Walmir                     | 4:10    |  |
| 11. | "Desculpas"                                                                           | Sorocaba, Tatiele                                   | 2:45    |  |
| 12. | "Amar Não é Pecado"                                                                   | Fred, Gustavo, Marco Aurélio, Márcia Araújo         | 3:34    |  |
| 13. | "Pot-Pourri: Amor Distante / Inquilina De Violeiro" (Part. Zezé Di Camargo & Luciano) | Maurozinho, Maurico, João Gonçalves, Cacique, Tomaz | 4:09    |  |
| 14. | "Conquistando o Impossível (trilha sonora do filme "A Grande Vitória")"               | Beno César, Solange de César                        | 3:57    |  |

| DVD |                                                                                       |         |  |
| N.º | Título                                                                                | Duração |  |
| 1.  | "Abertura"                                                                            | 0:32    |  |
| 2.  | "Adrenalina"                                                                          | 4:34    |  |
| 3.  | "Um Beijo"                                                                            | 4:15    |  |
| 4.  | "Palácios E Castelos"                                                                 | 3:28    |  |
| 5.  | "Química do Amor" (Part. Ivete Sangalo)                                               | 4:43    |  |
| 6.  | "As Lembranças Vão na Mala"                                                           | 4:34    |  |
| 7.  | "Não Era Pra Ser"                                                                     | 3:40    |  |
| 8.  | "Você não Sabe o que É Amor"                                                          | 4:08    |  |
| 9.  | "A Bússola"                                                                           | 3:25    |  |
| 10. | "Feiticeiro"                                                                          | 3:52    |  |
| 11. | "Super Amor"                                                                          | 4:24    |  |
| 12. | "Sinais"                                                                              | 3:57    |  |
| 13. | "Meu Menino (Minha Menina)" (Part. Belinda)                                           | 4:32    |  |
| 14. | "Vou Voar"                                                                            | 4:11    |  |
| 15. | "Desculpas"                                                                           | 3:52    |  |
| 16. | "Chocolate"                                                                           | 4:24    |  |
| 17. | "Amar Não é Pecado"                                                                   | 3:57    |  |
| 18. | "Pot-Pourri: Amor Distante / Inquilina De Violeiro" (Part. Zezé Di Camargo & Luciano) | 4:32    |  |
| 19. | "Conquistando o Impossível"                                                           | 3:11    |  |
| 20. | "Meteoro"                                                                             | 4:25    |  |

### Singles
- "Adrenalina" (versão single)
- "Química do Amor" (Part. Ivete Sangalo)
- "Um Beijo"
- "Amar Não é Pecado"
- "As Lembranças Vão na Mala"

## Banda
- Daiane Mazzi e Marla Pereira Teixeira: backing vocal
- Orlando Baron e Juliano Ferro: violão
- Luiz Fernando Baron: violão e guitarra
- "Peixe": piano, teclados e backing vocal
- Paulo Sérgio da Silva Pinto: baixo
- "Marreta": bateria

## Certificados e vendas
| DVD (2012)     | Melhor posição | Certificação |
| -------------- | -------------- | ------------ |
| Portugal (AFP) | 11             | Ouro         |

## Histórico de lançamento
| País     | Data                   | Formato               | Gravadora |
| -------- | ---------------------- | --------------------- | --------- |
| Brasil   | 29 de março de 2011    | download digital      | Som Livre |
| Brasil   | 10 de abril de 2011    | CD DVD                | Som Livre |
| Portugal | 30 de novembro de 2011 | CD DVD                | Vidisco   |
| Portugal | 14 de novembro de 2012 | CD/DVD (gold edition) | Vidisco   |